# Mahmud Haszemi Szahrudi
Ajatollah Mahmud Haszemi Szahrudi (آیت‌الله سید محمود هاشمی شاهرودی) (ur. 15 sierpnia 1948 w An-Nadżafie, zm. 24 grudnia 2018 w Teheranie) – irański duchowny i polityk, pełniący od 1999 funkcję Głowy Wymiaru Sądownictwa tego kraju.
Urodził się w Nadżafie w Iraku. Był z pochodzenia Arabem i pełnił funkcję przywódcy Najwyższej Rady Rewolucji Islamskiej w Iraku. Przez swoje korzenie nie cieszył się zaufaniem wielu duchownych irańskich, którzy z tego powodu sprzeciwiali się powierzeniu mu funkcji Głowy Sądownictwa.
Wsławił się wydaniem w 2002 dekretu zawieszającego wykonanie wszystkich egzekucji poprzez ukamienowanie, choć później udowodniono, iż są one wykonywane nadal, aczkolwiek bez udziału publiczności i bez obecności mediów.
Był przedmiotem ostrej krytyki organizacji obrony praw człowieka, gdyż jako Głowa Sądownictwa zatwierdzał wyroki śmierci (jako jedyny mógł je też odwołać).